# Атлантис (фильм)
«Атла́нтис» (фр. Atlantis) — ненарративный музыкальный фильм Люка Бессона, основанный на натурных съёмках животных подводного мира. Фильм снимался на протяжении трёх лет начиная с 1988 года и вышел в прокат в 1991 году. Музыку для фильма написал постоянный композитор Бессона Эрик Серра. Сам Бессон выступил в роли режиссёра, сценариста, сопродюсера, одного из двух операторов и монтажёра фильма. Фильм остаётся единственным документальным в карьере Бессона.

## История
Увлечение морем связано ещё с ранними годами Люка Бессона, которые он провёл с родителями, работавшими инструкторами по плаванию с аквалангом. Лишь из-за травмы, полученной Бессоном в возрасте 17 лет, он перестал сам заниматься подводным плаванием и уехал в Париж, чтобы учиться киномастерству.
Хотя «Атлантис» был выпущен после «Никиты», его съёмки начались ещё в 1988 году, и тематически фильм скорее примыкает к «Голубой бездне», продолжая поднятую в этом фильме тему экологии. Фильм Бессон снимал три года совместно с Кристианом Петроном, который работал над дизайном камер для «Голубой бездны».
В сентябре 1991 года фильм был показан вне конкурса на 48-м Венецианском кинофестивале.

## Структура фильма
Фильм разделён на две неравные части, первая из которых включает несколько небольших «глав» со своими названиями и основными действующими лицами. Закадровый голос присутствует только в небольшом прологе до начала первой части. Всё действие происходит под водой, кроме последнего кадра, показывающего сверху гладь моря и плывущий по нему корабль.
Первая часть называется «День первый» (фр. Premier jour) и включает далее разделы «Свет» (фр. La lumière), «Дух» (фр. L'esprit), «Движение» (фр. Le mouvement), «Игра» (фр. Le jeu), «Грация» (фр. La grâce), «Ночь» (фр. La nuit), «Вера» (фр. La foi), «Нежность» (фр. La tendresse), «Любовь» (фр. L'amour) и «Ненависть» (фр. La haine). Вторая часть называется «Последний день» (фр. Dernier jour) и включает единственную главу «Рождение» (фр. La naissance).
Финальные титры начинаются с перечисления основных «актёров» фильма, наиболее крупных из показанных в нём животных с указанием места съёмок:
- Пятнистый дельфин (Багамские острова)
- Кольчатый плоскохвост (Новая Каледония)
- Галапагосский морской лев
- Галапагосская морская игуана
- Галапагосский пингвин
- Тихоокеанская манта
- Гигантский осьминог (о-в Ванкувер)
- Американский ламантин (Флорида)
- Акула из лагуны Таити
- Большая белая акула (Австралия)
- Китовая акула (Сейшельские острова)

## Художественные особенности
В интервью итальянской газете Corriere della Sera, данном 7 мая 1991 года, Бессон сказал, что «Атлантис» начинается там, где закончилась «Голубая бездна», когда герой опускается в морские глубины, чтобы уже не вернуться. Он также признался, что в «Атлантисе» вновь нашла отражение его любовь к природе и желание жить с ней в симбиозе. По мнению Бессона, его фильм не является документальным (фр. Ce n'est pas un documentaire). Автор книги о Бессоне, Массимо Жиральди, считает, что эта характеристика режиссёра очень важна: действительно, на первый взгляд фильм можно охарактеризовать как документальный, однако в нём отсутствует текст, закадровый голос, какие-либо пояснения или комментарии. В сущности, в фильме не о чем рассказывать, однако в нём много того, за чем можно наблюдать, чем восхищаться и о чём размышлять.
Рецензент Дэвид Стрэттон называет фильм «морской оперой» (marine opera). Аналогично, исследовательница творчества Бессона Сюзан Хейворд называет этот фильм «документальной оперой» (documentary-opera) или «подводной оперой» (underwater opera), также подчеркивая, что «Атлантис» не является научно-популярным фильмом о подводном мире в стиле Жака Кусто. Весь фильм сопровождает музыка Эрика Серра, используется замедленная съёмка (в сцене «Игра» с морскими львами), отсутствует закадровый авторский текст. При этом жанры музыки варьирует от поп, диско и восточных мотивов (сцена с морской змеёй) до кантат и реквиемов. Сцена с мантой идёт в сопровождении оперной арии из «Сомнамбулы» Беллини, исполненной Марией Каллас. Контрапункт операторской работы и музыки тут особенно ярок, придавая животному красоту, которая вряд ли осознавалась бы при его обычном изображении. Передние плавники манты можно принять за рукава оперной певицы, а особая колоратура арии заставляет осознать сложность этого необыкновенного морского организма.
Музыка и операторское искусство придают сценам жанровые особенности, благодаря чему возникает эффект антропоморфизма: так, сцена с осьминогом выглядит как триллер и научная фантастика, а акула заставляет вспомнить фильм ужасов «Челюсти».

## Критика
Критики отмечали, что название фильма отсылает к мифической Атлантиде, а сам фильм воспевает флору и фауну подводного мира и вместе с тем затрагивает проблемы уничтожения морской природы.
Джо Браун в рецензии для Washington post назвал эффект, производимый фильмом, успокаивающим и умиротворяющим (tranquil and soothing), сравнив фильм с лавовой лампой и назвав его кинематографическим аналогом альбома Энии.
Дэвид Стрэттон, оценив фильм на 4,5 балла, особо отметил потрясающую работу операторов, заслуживающую безусловной похвалы.

## Саундтрек
Музыка к фильму, написанная Эриком Серра, вышла на пластинке и диске в 1991 году. Всего в саундтрек вошло 12 композиций, большинство из них инструментальные. Вокал присутствует лишь в композиции Iguana Dance, исполняемой самим Серра и в песне Time to Get Your Lovin', исполняемой Серра в дуэте с Ванессой Паради. Также в композициях участвовал хоровой коллектив Ambrosian Singers.